# Équipe des Tonga féminine de football
Cet article traite de l'équipe féminine. Pour l'équipe masculine, voir Équipe des Tonga de football.
Maillots
L'équipe des Tonga féminine de football est une sélection des meilleures joueuses tongiennes sous l'égide de la Fédération de Tonga de football.

## Classement FIFA
| Année              | 2003 | 2004 | 2005 | 2006 | 2007 | 2008 | 2009 | 2010 | 2011 | 2012 | 2013 | 2014 | 2015 | 2016 | 2017 | 2018 |
| ------------------ | ---- | ---- | ---- | ---- | ---- | ---- | ---- | ---- | ---- | ---- | ---- | ---- | ---- | ---- | ---- | ---- |
| Classement mondial | 54   | 55   | 53   | 54   | 61   | 59   | 92   | 68   | 72   | 75   | 118  | 83   | 91   | 81   | 119  | 86   |
| Classement OFC     | 2    | 2    | 2    | 2    | 3    | 3    |      | 3    | 3    | 3    |      | 3    | 4    | 4    |      |      |

## Palmarès

### Parcours enCoupe d'Océanie
- 2007 : 3e
- 2010 : 1er tour
- 2014 : 4e
- 2018 : 5e
- 2022 : Quarts de finale
- 2025 : 7e

### Parcours enJeux du Pacifique
- 2007 : 2e
- 2011 : 4e
- 2015 : 1er tour groupe A
- 2019 : 1er tour groupe A
- 2023 : 7e

### Match par adversaire
| Date               | Lieu                                   | Équipe | Résultat | Adversaire                |
| ------------------ | -------------------------------------- | ------ | -------- | ------------------------- |
| 24 avril 2002      | ---                                    | Tonga  | 0-11     | Australie                 |
| 29 avril 2002      | ---                                    | Tonga  | 1-1      | Îles Cook                 |
| 1er mai 2002       | ---                                    | Tonga  | 0-15     | Nouvelle-Zélande          |
| 3 mai 2002         | ---                                    | Tonga  | 2-0      | Samoa                     |
| 30 juin 2003       | Nadi Fidji                             | Tonga  | 3-2      | Vanuatu                   |
| 2 juillet 2003     | Suva Fidji                             | Tonga  | 0-0      | Guam                      |
| 4 juillet 2003     | Nadi Fidji                             | Tonga  | 3-1      | Papouasie-Nouvelle-Guinée |
| 5 juillet 2003     | Suva Fidji                             | Tonga  | 0-1      | Tahiti                    |
| 7 juillet 2003     | Nausori Fidji                          | Tonga  | 2-1      | Kiribati                  |
| 10 juillet 2003    | Nadi Fidji                             | Tonga  | 2-2      | Fidji                     |
| 30 mars 2006       | ---                                    | Tonga  | 4-1      | Vanuatu                   |
| 1er avril 2006     | ---                                    | Tonga  | 2-1      | Îles Salomon              |
| 3 avril 2006       | ---                                    | Tonga  | 0-7      | Nouvelle-Zélande          |
| 6 avril 2006       | ---                                    | Tonga  | 3-2      | Samoa                     |
| 8 avril 2006       | ---                                    | Tonga  | 0-6      | Nouvelle-Zélande          |
| 9 avril 2007       | Auckland Nouvelle-Zélande              | Tonga  | 1-6      | Nouvelle-Zélande          |
| 11 avril 2007      | Auckland Nouvelle-Zélande              | Tonga  | 0-1      | Papouasie-Nouvelle-Guinée |
| 13 avril 2007      | Auckland Nouvelle-Zélande              | Tonga  | 0-0      | Îles Salomon              |
| 30 août 2007       | Apia Samoa                             | Tonga  | 2-0      | Nouvelle-Calédonie        |
| 1er septembre 2007 | Apia Samoa                             | Tonga  | 0-0      | Tahiti                    |
| 3 septembre 2007   | Apia Samoa                             | Tonga  | 0-0      | Samoa                     |
| 5 septembre 2007   | Apia Samoa                             | Tonga  | 1-0      | Fidji                     |
| 7 septembre 2007   | Apia Samoa                             | Tonga  | 1-3      | Papouasie-Nouvelle-Guinée |
| 30 septembre 2010  | Auckland Nouvelle-Zélande              | Tonga  | 0-4      | Îles Salomon              |
| 2 octobre 2010     | Auckland Nouvelle-Zélande              | Tonga  | 2-1      | Fidji                     |
| 4 octobre 2010     | Auckland Nouvelle-Zélande              | Tonga  | 0-3      | Papouasie-Nouvelle-Guinée |
| 7 octobre 2010     | Auckland Nouvelle-Zélande              | Tonga  | 2-1      | Tahiti                    |
| 31 août 2011       | Nouméa Nouvelle-Calédonie              | Tonga  | 4-1      | Fidji                     |
| 2 septembre 2011   | Nouméa Nouvelle-Calédonie              | Tonga  | 0-1      | Îles Cook                 |
| 5 septembre 2011   | Nouméa Nouvelle-Calédonie              | Tonga  | 0-0      | Guam                      |
| 7 septembre 2011   | Koné Nouvelle-Calédonie                | Tonga  | 2-3      | Nouvelle-Calédonie        |
| 9 septembre 2011   | Boulari Nouvelle-Calédonie             | Tonga  | 0-1      | Fidji                     |
| 1er mars 2012      | Tonga                                  | Tonga  | 5-2      | Vanuatu                   |
| 3 mars 2012        | Tonga                                  | Tonga  | 0-2      | Papouasie-Nouvelle-Guinée |
| 5 mars 2012        | Tonga                                  | Tonga  | 6-1      | Samoa                     |
| 7 mars 2012        | Tonga                                  | Tonga  | 0-2      | Papouasie-Nouvelle-Guinée |
| 25 octobre 2014    | Kokopo Papouasie-Nouvelle-Guinée       | Tonga  | 0-16     | Nouvelle-Zélande          |
| 27 octobre 2014    | Kokopo Papouasie-Nouvelle-Guinée       | Tonga  | 1-1      | Îles Cook                 |
| 29 octobre 2014    | Kokopo Papouasie-Nouvelle-Guinée       | Tonga  | 0-3      | Papouasie-Nouvelle-Guinée |
| 6 juillet 2015     | Port Moresby Papouasie-Nouvelle-Guinée | Tonga  | 0-1      | Samoa                     |
| 8 juillet 2015     | Port Moresby Papouasie-Nouvelle-Guinée | Tonga  | 2-0      | Îles Salomon              |
| 11 juillet 2015    | Port Moresby Papouasie-Nouvelle-Guinée | Tonga  | 0-3      | Nouvelle-Calédonie        |

### Bilan
| Rang | Équipe | Pts | J  | G  | N | P  | Bp | Bc | Diff |
| ---- | ------ | --- | -- | -- | - | -- | -- | -- | ---- |
| #    | Tonga  | 55  | 42 | 16 | 7 | 19 | 51 | 95 | -44  |

### Les 9 meilleures buteuses
| Rang | Joueur          | Buts | Sél. | Première sélection | Dernière sélection |
| ---- | --------------- | ---- | ---- | ------------------ | ------------------ |
| 1    | Penateti Feke   | 4    | 16   | 2007               | 20..               |
| 2    | Salome Va'enuku | 3    | 9    | 2011               | 20..               |
| 3    | Piuingi Feke    | 2    | 9    | 2011               | 20..               |
| 4    | Vasi Feke       | 1    | 4    | 2002               | 20..               |
| 5    | Siale           | 1    | 4    | 2002               | 20..               |
| 6    | Sofia Filo      | 1    | 18   | 2006               | 2011               |
| 7    | Laite Si'i Hanu | 1    | 5    | 2012               | 20..               |
| 8    | Mele Akolo      | 1    | 3    | 2015               | 20..               |
| 9    | Mele Soakai     | 1    | 3    | 2015               | 20..               |